# Young Frankenstein (musical)
Young Frankenstein (El jovencito Frankenstein en España o El joven Frankenstein en América Latina) es un musical con libreto, música y letras de Mel Brooks, escrito en colaboración con Thomas Meehan. Está basado en la película homónima de 1974, que a su vez es una parodia de los clásicos de terror de la Universal, especialmente de Frankenstein y de sus secuelas La novia de Frankenstein y El hijo de Frankenstein.
Tras un periodo de prueba en Seattle, el espectáculo se estrenó en 2007 en el Hilton Theatre de Broadway (actual Lyric Theatre) y desde entonces también ha podido verse en otras ciudades a lo largo de todo el mundo. En 2017 dio el salto al West End londinense, con importantes cambios en el libreto y el listado de canciones.

## Desarrollo
Tras el éxito obtenido por la adaptación musical de Los productores, Mel Brooks decidió llevar a los escenarios otro título de su filmografía. La película elegida fue Young Frankenstein, considerada por el propio Brooks como uno de sus mejores trabajos. En abril de 2006, Brooks y Thomas Meehan (coautor de Los productores) comenzaron a escribir el libreto y en octubre de ese mismo año se llevó a cabo la primera lectura dramatizada, con Susan Stroman en la dirección y un reparto encabezado por Brian d'Arcy James como Frederick Frankenstein, Kristin Chenoweth como Elizabeth, Roger Bart como Igor, Sutton Foster como Inga, Cloris Leachman como Frau Blucher (Leachman ya había dado vida a ese personaje en la película de 1974), Shuler Hensley como el monstruo y Marc Kudisch como Inspector Kemp.
Antes de su llegada a Broadway, Young Frankenstein debutó a modo de prueba en el Paramount Theatre de Seattle, donde se representó entre el 23 de agosto y el 1 de septiembre de 2007, con el mismo elenco que después iría a Nueva York. Estas primeras funciones sirvieron para introducir ajustes en el texto y desechar elementos que no terminaban de encajar, como es el caso de la canción «Alone» que interpretaba el personaje de Elizabeth.

## Producciones

### Broadway
La première oficial neoyorquina tuvo lugar el 8 de noviembre de 2007 en el Hilton Theatre de Broadway (actual Lyric Theatre), con funciones previas desde el 11 de octubre y un reparto encabezado por Roger Bart como Frederick Frankenstein, Megan Mullally como Elizabeth, Christopher Fitzgerald como Igor, Sutton Foster como Inga, Andrea Martin como Frau Blucher, Shuler Hensley como el monstruo y Fred Applegate como Inspector Kemp. El equipo creativo lo formaron Susan Stroman en la dirección y coreografía, Robin Wagner en el diseño de escenografía, William Ivey Long en el diseño de vestuario, Peter Kaczorowski en el diseño de iluminación, Jonathan Deans en el diseño de sonido, Glen Kelly en la supervisión musical y Patrick S. Brady en la dirección musical. La inversión total superó los 16 millones de dólares.
Young Frankenstein fue recibido con frialdad por parte de la crítica especializada y en la edición de 2008 de los premios Tony únicamente obtuvo tres nominaciones (mejor actor de reparto, mejor actriz de reparto y mejor diseño de escenografía).
Después de 485 funciones regulares y 29 previas, la producción bajó el telón por última vez el 4 de enero de 2009. Durante el tiempo que permaneció en cartel, el espectáculo vio pasar por su elenco a diferentes protagonistas, incluyendo a Michele Ragusa como Elizabeth, Cory English como Igor, Kelly Sullivan como Inga y Beth Leavel como Frau Blucher. Cloris Leachman estuvo en negociaciones para repetir su icónico personaje de Frau Blucher, pero finalmente su participación no llegó a materializarse.

### Argentina
La primera versión en idioma español se representó entre el 3 de junio y el 29 de noviembre de 2009 en el Teatro Astral de Buenos Aires, bajo el título El joven Frankenstein. Producida por Pablo Kompel y protagonizada por Guillermo Francella como Frederick Frankenstein, Rosana Laudani como Elizabeth, Pablo Sultani como Igor, Carolina Pampillo como Inga, Laura Oliva como Frau Blucher, Omar Calicchio como el monstruo y Jorge Priano como Inspector Kemp, la puesta en escena argentina contó con dirección de Ricky Pashkus, coreografía de Elizabeth de Chapeaurouge, diseño de escenografía de Alberto Negrín, diseño de vestuario de Fabián Luca, diseño de iluminación de Jorge H. Pérez Mascali, diseño de sonido de Pablo Abal y dirección musical de Gerardo Gardelin. El libreto fue traducido por Fernando Masllorens y Federico González del Pino, mientras que la adaptación de las canciones llevó la firma de Enrique Pinti.

### México
El debut de El joven Frankenstein en México tuvo lugar el 16 de febrero de 2016 en el Teatro Aldama de Ciudad de México, donde pudo verse hasta el 4 de septiembre de ese mismo año. Freddy y Germán Ortega, componentes del popular dúo humorístico Mascabrothers, lideraron el reparto como Frederick Frankenstein e Igor respectivamente, acompañados de Marisol del Olmo como Elizabeth, Lisset y Melissa Barrera alternándose como Inga, Anahí Allué como Frau Blucher, Gerardo González como el monstruo y José Luis Rodríguez como Inspector Kemp.
La producción corrió a cargo de Alejandro Gou y los propios Mascabrothers, con James Kelly en la dirección y coreografía, Emilio Martínez Zurita de la Garza en el diseño de escenografía, Armando Reyes en el diseño de vestuario, Jason Kantrowitz en el diseño de iluminación, Gastón Briski en el diseño de sonido y Carlos A. Ramírez en la dirección musical. El libreto y las letras fueron adaptados al español por René Franco y Freddy Ortega.

### West End
El 10 de octubre de 2017, el Garrick Theatre del West End acogió el estreno londinense de Young Frankenstein, con funciones previas desde el 28 de septiembre y un elenco encabezado por Hadley Fraser como Frederick Frankenstein, Dianne Pilkington como Elizabeth, Ross Noble como Igor, Summer Strallen como Inga, Lesley Joseph como Frau Blucher, Shuler Hensley como el monstruo y Patrick Clancy como Inspector Kemp. Este montaje, que anteriormente se había representado en el Theatre Royal de Newcastle entre el 6 de agosto y el 9 de septiembre de 2017, introdujo numerosos cambios respecto a su homólogo neoyorquino, destacando la incorporación de dos nuevas canciones tituladas «It Could Work» y «Hang Him Till He's Dead».
Al igual que en Broadway, la versión británica fue dirigida y coreografiada por Susan Stroman y contó con diseño de escenografía de Beowulf Boritt, diseño de vestuario de William Ivey Long, diseño de iluminación de Ben Cracknell, diseño de sonido de Gareth Owen, supervisión musical de Glen Kelly y dirección musical de Andrew Hilton.
Después de once meses en la capital inglesa, el espectáculo echó el cierre definitivo el 25 de agosto de 2018, con más de 300 funciones a sus espaldas. Durante el tiempo que se prolongaron las representaciones, la compañía fue renovándose con diferentes intérpretes, incluyendo a Cory English como Igor y Nic Greenshields como el monstruo.

### España
En España levantó el telón el 13 de noviembre de 2018 en el Teatro Gran Vía de Madrid, bajo el título El jovencito Frankenstein y protagonizado por Víctor Ullate Roche como Frederick Frankenstein, Marta Ribera como Elizabeth, Jordi Vidal como Igor, Cristina Llorente como Inga, Teresa Vallicrosa como Frau Blucher, Albert Gràcia como el monstruo y Pitu Manubens como Inspector Kemp. LetsGo Company fue la artífice de esta puesta en escena que contó con dirección de Esteve Ferrer, coreografía de Montse Colomé, diseño de escenografía y vestuario de Felype de Lima, diseño de iluminación de Juanjo Llorens, diseño de sonido de Javier Isequilla y dirección musical de Julio Awad. La traducción del texto llevó la firma del propio Esteve Ferrer, quien también se encargó de la adaptación de las letras junto a Silvia Montesinos.
Tras seis meses en cartel, El jovencito Frankenstein dijo adiós a Madrid el 5 de mayo de 2019 y a continuación fue transferido a Barcelona, donde se instaló en el Teatre Tívoli entre el 16 de octubre y el 10 de noviembre de 2019. Una vez finalizada la estancia en la Ciudad Condal, la producción emprendió una gira que dio comienzo el 21 de noviembre de 2019 en el Palacio de Congresos de Zaragoza y terminó el 29 de diciembre de 2019 en el Teatro Arriaga de Bilbao, sumando un total de 238 funciones.

### Otras producciones
Young Frankenstein se ha estrenado en países como Argentina, Brasil, Canadá, España, Estados Unidos, Francia, Italia, México o Reino Unido, y ha sido traducido a varios idiomas diferentes.
En Estados Unidos ha salido a la carretera en dos ocasiones. El primer tour nacional dio el pistoletazo de salida el 29 de septiembre de 2009 en el Performing Arts Center de Providence y concluyó el 15 de mayo de 2011 en el Tennessee Performing Arts Center de Nashville, después de casi dos años recorriendo las principales ciudades del país. Una segunda producción itinerante arrancó el 30 de septiembre de 2011 en el Hanover Theatre for the Performing Arts de Worcester y estuvo de gira ocho meses, despidiéndose definitivamente el 31 de mayo de 2012 en el Forest Hills Fine Arts Center de Grand Rapids.

## Personajes
| Personaje              | Descripción |
| Frederick Frankenstein | Un brillante científico y profesor de anatomía neoyorquino, nieto del infame Dr. Victor Von Frankenstein. Tras la muerte de su abuelo, se desplaza a Transilvania para hacerse cargo del castillo que ha recibido como herencia. |
| Elizabeth              | La estridente prometida de Frederick. |
| Igor                   | El fiel sirviente de Frederick en Transilvania. |
| Inga                   | Una joven transilvana contratada para asistir a Frederick en el laboratorio. |
| Frau Blucher           | El ama de llaves del castillo de Frankenstein y antigua amante de Victor. |
| El monstruo            | La incomprendida criatura que Frederick crea siguiendo los pasos de su abuelo. |
| Inspector Kemp         | Jefe de policía de Transilvania. Tiene un brazo y una pierna de madera como consecuencia de un enfrentamiento con el monstruo original.                                                                                          |
| Ermitaño               | Un ciego solitario cuyo único deseo es encontrar un amigo. |

## Números musicales
| Acto I - «Overture» - «The Happiest Town» - «The Brain» - «Please Don't Touch Me» - «Together Again» - «Roll in The Hay» - «Join the Family Business» - «He Vas My Boyfriend» - «The Law» † - «Life, Life» - «He Vas My Boyfriend (Reprise)» † - «Welcome to Transylvania» - «The Transylvania Mania» | Acto II - «Entr'acte» - «He's Loose» - «Listen to Your Heart» - «Surprise» - «Please Send Me Someone» - «Man About Town» - «Putting On the Ritz» - «He's Loose (Reprise)» † - «Deep Love» - «Frederick's Soliloquy» - «Deep Love (Reprise)» - «Finale Ultimo» |

Los números musicales «The Happiest Town», «Join the Family Business», «The Law» y «Life, Life», así como la mayor parte de «Man About Town», fueron suprimidos de cara al estreno en Reino Unido. En su lugar se añadieron dos nuevas canciones tituladas «It Could Work» y «Hang Him Till He's Dead», también de Mel Brooks. Además, el tema «Transylvanian Lullaby», una de las piezas instrumentales compuestas por John Morris para la banda sonora de la película original, fue utilizado en diversos momentos de la versión británica.
† Canción no incluida en el álbum grabado por el reparto original de Broadway.

## Repartos originales
| Personaje               | Broadway (2007)        | Argentina (2009)    | Gira en Norteamérica (2009) | Gira en EE. UU. (2011) | México (2016)          | West End (2017)   | España (2018)       |
| Frederick Frankenstein  | Roger Bart             | Guillermo Francella | Roger Bart                  | A.J. Holmes            | Freddy Ortega          | Hadley Fraser     | Víctor Ullate Roche |
| Elizabeth               | Megan Mullally         | Rosana Laudani      | Beth Curry                  | Lexie Dorsett Sharp    | Marisol del Olmo       | Dianne Pilkington | Marta Ribera        |
| Igor                    | Christopher Fitzgerald | Pablo Sultani       | Cory English                | Christopher Timson     | Germán Ortega          | Ross Noble        | Jordi Vidal         |
| Inga                    | Sutton Foster          | Carolina Pampillo   | Synthia Lirk                | Elizabeth Pawlowski    | Lisset Melissa Barrera | Summer Strallen   | Cristina Llorente   |
| Frau Blucher            | Andrea Martin          | Laura Oliva         | Joanna Glushak              | Pat Sibley             | Anahí Allué            | Lesley Joseph     | Teresa Vallicrosa   |
| El monstruo             | Shuler Hensley         | Omar Calicchio      | Shuler Hensley              | Rory Donovan           | Gerardo González       | Shuler Hensley    | Albert Gràcia       |
| Inspector Kemp/Ermitaño | Fred Applegate         | Jorge Priano        | Brad Oscar                  | Britt Hancock          | José Luis Rodríguez    | Patrick Clancy    | Pitu Manubens       |

Reemplazos destacados en la producción mexicana
- Frederick Frankenstein: Adal Ramones

Reemplazos destacados en la producción española
- Inga: Anna Herebia
- Inspector Kemp/Ermitaño: Manolo Supertramp

## Grabaciones
Hasta la fecha se han editado los álbumes interpretados por los elencos de Broadway (2007), México (2016) y Londres (2018).
La grabación original de Broadway fue publicada en diciembre de 2007 y alcanzó el tercer puesto en la lista de álbumes de teatro musical del Billboard. El disco contiene todas las canciones del espectáculo, dejando fuera únicamente el tema «The Law» y los reprises de «He Vas My Boyfriend» y «He's Loose». El número «Alone», suprimido tras el periodo de prueba en Seattle, también se incluye como bonus track.
El álbum londinense fue grabado en vivo varios meses después del estreno y por ese motivo el papel del monstruo corre a cargo de Nic Greenshields en lugar de Shuler Hensley, que fue quien originó el personaje.

## Premios y nominaciones

### Producción original de Broadway
| Año  | Premio                     | Categoría                                  | Nominado                       | Resultado |
| ---- | -------------------------- | ------------------------------------------ | ------------------------------ | --------- |
| 2008 | Tony Award                 | Mejor actor de reparto en un musical       | Christopher Fitzgerald         | Nominado  |
| 2008 | Tony Award                 | Mejor actriz de reparto en un musical      | Andrea Martin                  | Nominada  |
| 2008 | Tony Award                 | Mejor diseño de escenografía en un musical | Robin Wagner                   | Nominado  |
| 2008 | Drama Desk Award           | Mejor actor de reparto en un musical       | Christopher Fitzgerald         | Nominado  |
| 2008 | Drama Desk Award           | Mejor actor de reparto en un musical       | Shuler Hensley                 | Nominado  |
| 2008 | Drama Desk Award           | Mejor actriz de reparto en un musical      | Andrea Martin                  | Nominada  |
| 2008 | Drama Desk Award           | Mejores letras                             | Mel Brooks                     | Nominado  |
| 2008 | Drama Desk Award           | Mejor coreografía                          | Susan Stroman                  | Nominada  |
| 2008 | Outer Critics Circle Award | Mejor musical                              | Mejor musical                  | Ganador   |
| 2008 | Outer Critics Circle Award | Mejor música                               | Mel Brooks                     | Nominado  |
| 2008 | Outer Critics Circle Award | Mejor actor en un musical                  | Roger Bart                     | Nominado  |
| 2008 | Outer Critics Circle Award | Mejor actor de reparto en un musical       | Christopher Fitzgerald         | Nominado  |
| 2008 | Outer Critics Circle Award | Mejor actor de reparto en un musical       | Shuler Hensley                 | Nominado  |
| 2008 | Outer Critics Circle Award | Mejor dirección en un musical              | Susan Stroman                  | Nominada  |
| 2008 | Drama League Award         | Mejor producción de un musical             | Mejor producción de un musical | Nominado  |
| 2008 | Drama League Award         | Mejor intérprete                           | Roger Bart                     | Nominado  |
| 2008 | Drama League Award         | Mejor intérprete                           | Sutton Foster                  | Nominada  |
| 2009 | Grammy Award               | Mejor álbum de teatro musical              | Mejor álbum de teatro musical  | Nominado  |

### Producción original del West End
| Año  | Premio        | Categoría                             | Nominado            | Resultado |
| ---- | ------------- | ------------------------------------- | ------------------- | --------- |
| 2018 | Olivier Award | Mejor musical nuevo                   | Mejor musical nuevo | Nominado  |
| 2018 | Olivier Award | Mejor actor de reparto en un musical  | Ross Noble          | Nominado  |
| 2018 | Olivier Award | Mejor actriz de reparto en un musical | Lesley Joseph       | Nominada  |

### Producción original española
| Año  | Premio                    | Categoría                          | Nominado            | Resultado |
| ---- | ------------------------- | ---------------------------------- | ------------------- | --------- |
| 2019 | Premio del Teatro Musical | Mejor musical                      | Mejor musical       | Nominado  |
| 2019 | Premio del Teatro Musical | Mejor coreografía                  | Montse Colomé       | Nominada  |
| 2019 | Premio del Teatro Musical | Mejor maquillaje y peluquería      | Olaya Brandon       | Ganadora  |
| 2019 | Premio del Teatro Musical | Mejor figurinista                  | Felype de Lima      | Nominado  |
| 2019 | Premio del Teatro Musical | Mejor actor protagonista           | Víctor Ullate Roche | Nominado  |
| 2019 | Premio del Teatro Musical | Mejor actriz de reparto            | Teresa Vallicrosa   | Nominada  |
| 2019 | Premio del Teatro Musical | Interpretación destacada femenina  | Cristina Llorente   | Nominada  |
| 2019 | Premio del Teatro Musical | Interpretación destacada masculina | Jordi Vidal         | Nominado  |